# Groß Wüstenfelde
Groß Wüstenfelde ist eine Gemeinde im Landkreis Rostock in Mecklenburg-Vorpommern (Deutschland). Sie wird vom Amt Mecklenburgische Schweiz mit Sitz in der nicht amtsangehörigen Stadt Teterow verwaltet.

## Geografie
Die Gemeinde Groß Wüstenfelde am nordwestlichen Rand der Mecklenburgischen Schweiz liegt in einem Grundmoränenbereich zwischen den Einzugsgebieten der Flüsse Warnow und Peene. Der höchste Punkt des leicht hügeligen Gebietes liegt bei 52 m ü. NN. Die nächstgelegenen Städte sind Teterow (zwölf Kilometer entfernt), Gnoien (15 Kilometer) und Laage (14 Kilometer).
Umgeben wird Groß Wüstenfelde von den Nachbargemeinden Walkendorf im Norden, Schwasdorf im Nordosten, Jördenstorf im Osten, Sukow-Levitzow im Südosten, Thürkow im Süden, Warnkenhagen im Südwesten sowie Prebberede im Westen.

### Gemeindegliederung
Zu Groß Wüstenfelde gehören die Ortsteile Jägerhof, Matgendorf, Mühlenhof, Perow, Reisaus, Schwetzin und Vietschow.

## Geschichte

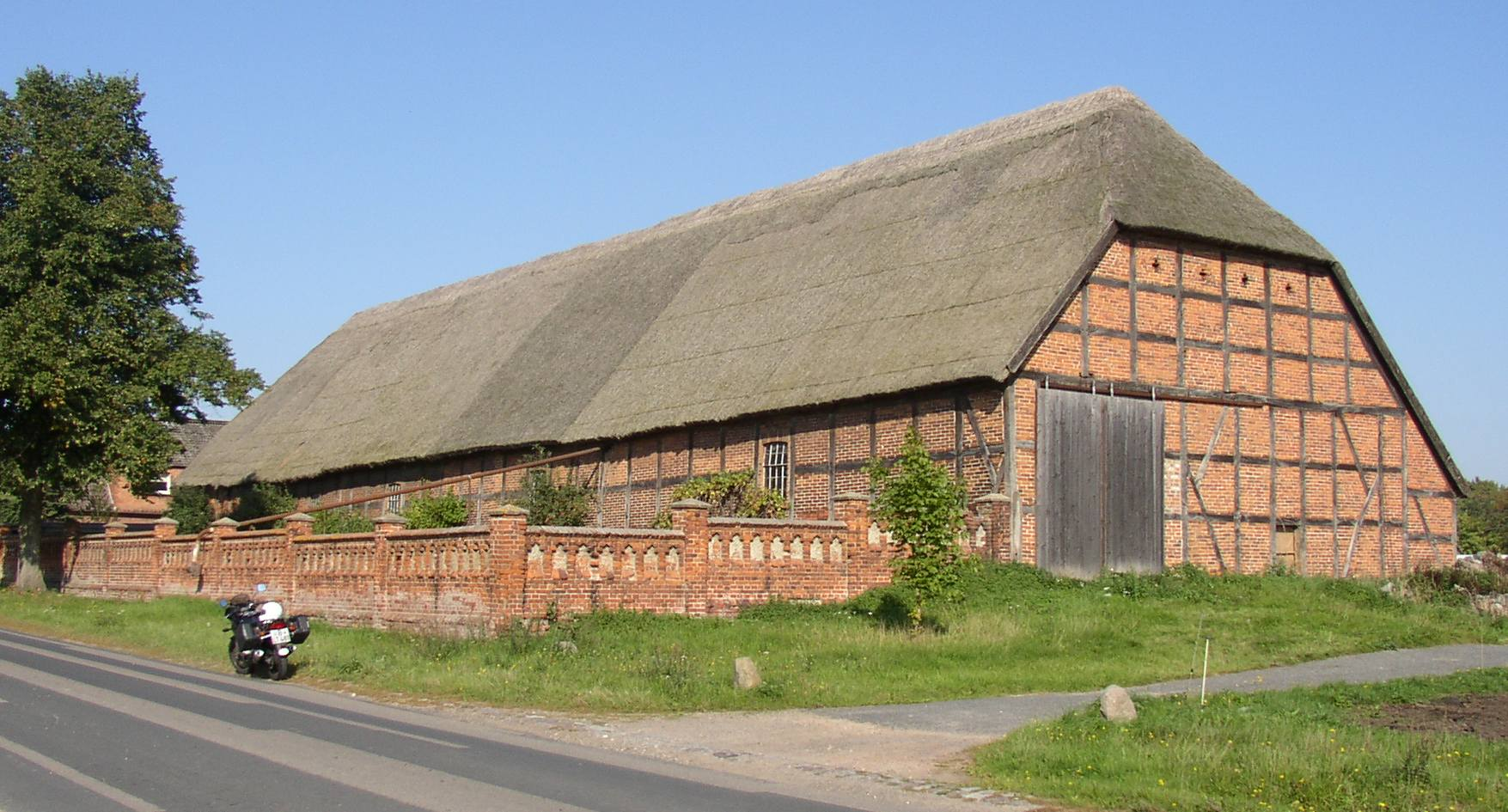
Hof an der Dorfstraße

In der Historie taucht Groß Wüstenfelde als Wostenuelde erstmals 1314 in einer Urkunde auf.
In Jägerhof befand sich früher ein Nebengut vom Lehngut in Groß Wüstenfelde. Anfang der 1930er Jahre sind diese Begüterungen allodifiziert worden, also freies und verkäufliches Eigentum der Besitzer geworden.
Matgendorf entwickelte sich als Mittelpunkt eines größeres Gutskomplex vor allem nach 1621 mit der Übernahme durch die freiherrliche Familie derer von der Kettenburg. Neben dem schlossartigen Herrenhaus erinnert im Park Matgendorf nahe dem See eine Grablege (mit Gruft) an die Adelsfamilie: Ein großer Stein nennt den Gutsherrn Franz Freiherr von der Kettenburg (* 22. November 1841 in Matgendorf; † 29. November 1899 in Mentone), zu dessen ältesten Sohn Hans (Johann Baptist) Freiherr von der Kettenburg (* 19. Juni 1870 in Faal; † 4. Juni 1904 in Matgendorf) und einen Enkel Cuno Freiherr von der Kettenburg (* 22. November 1902 in Matgendorf; † 14. August 1904 in Matgendorf). Außerdem besteht ein älterer Pfeiler für Sophie Ulrique von der Kettenburg (* 18. Februar 1780; † 22. November 1814), geb. von der Lühe. Heute beherbergt das Herrenhaus Matgendorf eine psychosoziale Einrichtung des Diakonischen Werkes Mecklenburg-Vorpommern.
Mühlenhof gehörte schon vor 1824 als Pertinenz zu Groß Wüstenfelde.
Der Ortsteil Perow ist 1304 mehrfach ersterwähnt.
Reisaus entstand aus Ausbau.
Schwetzin war vor 1900 Kilometerpunkt 10,17 der Neben-Bahnstrecke von Teterow nach Gnoien der Großherzoglich-Mecklenburgische Friedrich Franz-Eisenbahn (M.F.F.E.). Groß Wüstenfelde lag am Punkt 12,38.
Vietschow war der südliche Endpunkt der 1896 eröffneten Schmalspurbahn Tessin, die verschiedene Güter beförderte, insbesondere Zuckerrüben zur Zuckerfabrik in Tessin. Die Strecke wurde 1933 nach Rensow verkürzt, da der Rübenanbau um Vietschow zurückgegangen war.
In den 1930er Jahren wurden die Orte Matgendorf, Schwetzin und Groß Wüstenfelde von Rheinländern, Oldenburgern und anderen westdeutschen katholischen Bauern aufgesiedelt. 1930 wurde die katholische Kapelle in Schwetzin eingerichtet, 1952 folgte die katholische Pfarrkirche in Matgendorf.

### Eingemeindungen
Perow gehört seit dem 1. Juli 1950 zu Groß Wüstenfelde. Schwetzin und Vietschow kamen am 1. Januar 1951 hinzu. Matgendorf wurde am 13. Juni 2004 eingemeindet.

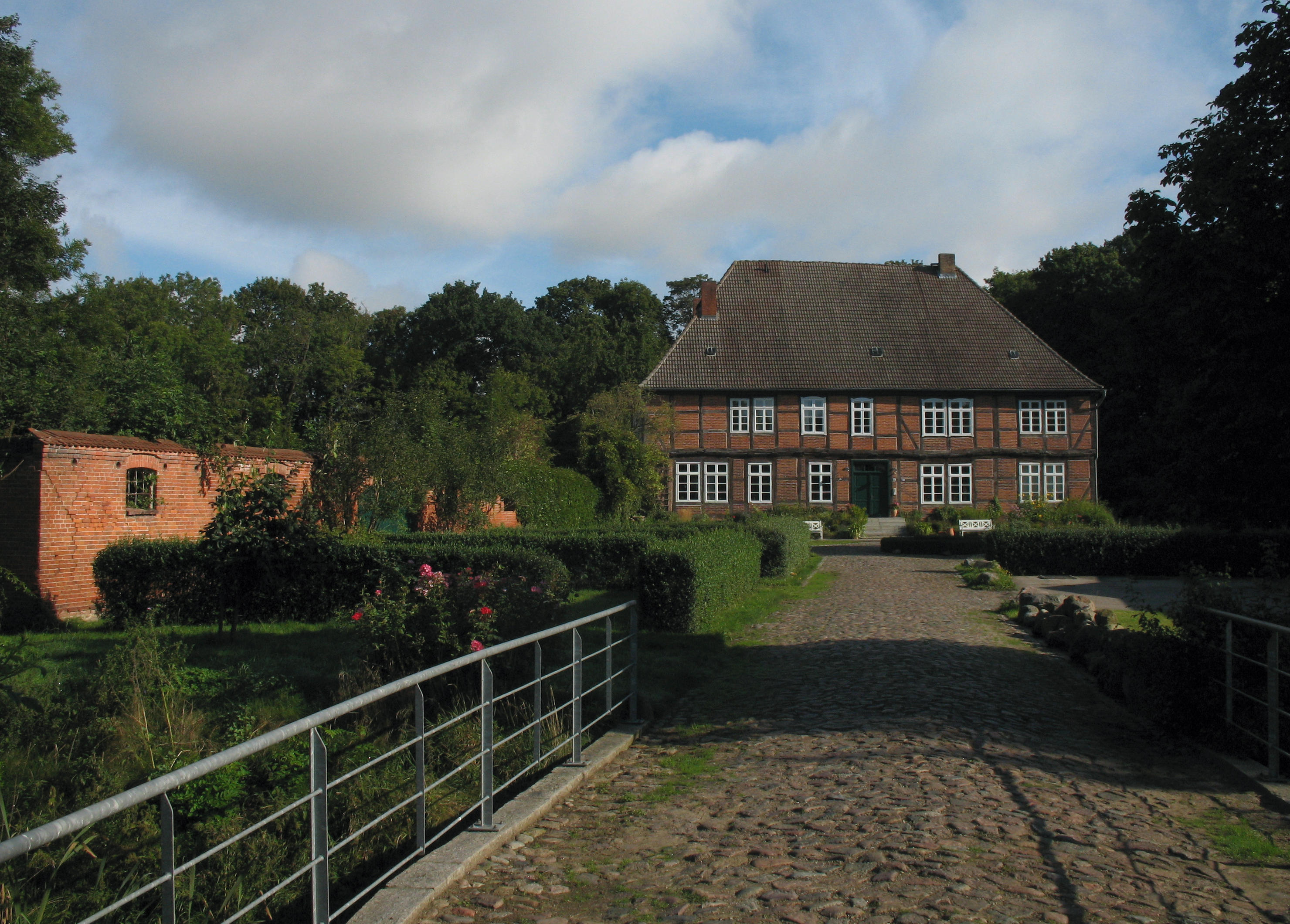
Gutshaus Groß Wüstenfelde

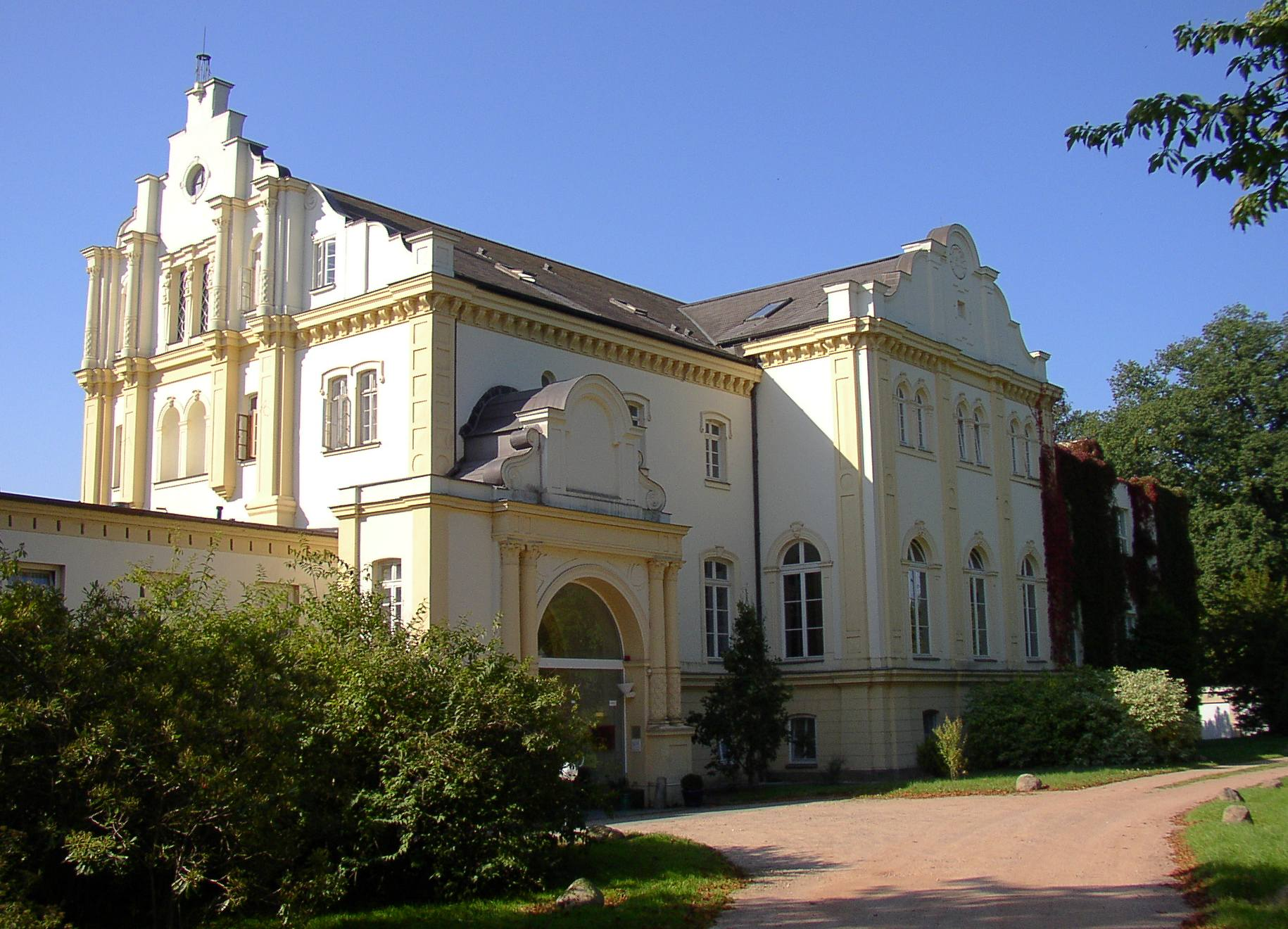
Schloss Matgendorf

## Sehenswürdigkeiten
- Gutshaus in Groß Wüstenfelde aus dem 17. Jahrhundert, ältestes Gebäude der Gemeinde, unter anderem mit Ferienwohnungen.
- Matgendorfer Schloss mit englischem Garten: 1852–1856 als Ersatz für einen 1851 abgebrannten Vorgängerbau für den Gutsbesitzer Cuno August Peter von der Kettenburg nach Plänen von Hermann Willebrand im Neorenaissancestil erbaut. 1927 an die Mecklenburgische Landesgesellschaft GmbH Schwerin, 1930 an katholische Siedler verkauft, heute als psychiatrisches Pflegewohnheim genutzt.
- Das Schwetziner Os, ein fast 35 km langer Wallbergzug in Richtung Gnoien, der das Spaltennetz des Inlandeises widerspiegelt.
- Gutshaus Jägerhof, eingeschossiger Fachwerkbau von 1891

## Regelmäßige Veranstaltungen
- Das alljährliche Dorffest findet immer am letzten Wochenende im August statt welches, ebenso wie die Karnevalsveranstaltungen in der Winterzeit, vom Kultur- und Freizeitverein Groß Wüstenfelde ausgerichtet wird.
- Ein weiterer regelmäßiger Termin Anfang Juli ist das Sankt-Kilians-Fest im Ortsteil Schwetzin. Es ist das Kirchweihfest, zu Ehren des Heiligen Kilian als Schutzpatron der Region Franken, um der Weihe der katholischen Kilianskapelle in Schwetzin zu gedenken. Ebenfalls in Schwetzin wird alle zwei Jahre ein großes Oktoberfest durchgeführt.

## Bevölkerung
In der Gemeinde lebten zum 31. Dezember 2018 genau 819 Einwohner.

### Bevölkerung nach Alter und Geschlecht
| Alter | männlich | weiblich | Gesamt |
| ----- | -------- | -------- | ------ |
| 0–5   | 19       | 18       | 37     |
| 5–10  | 20       | 15       | 35     |
| 10–15 | 15       | 16       | 31     |
| 15–20 | 12       | 25       | 37     |
| 20–25 | 10       | 10       | 20     |
| 25–30 | 23       | 18       | 41     |
| 30–35 | 19       | 20       | 39     |
| 35–40 | 19       | 20       | 39     |
| 40–45 | 11       | 13       | 24     |
| 45–50 | 31       | 36       | 67     |
| 50–55 | 54       | 50       | 104    |
| 55–60 | 44       | 41       | 85     |
| 60–65 | 26       | 29       | 55     |
| 65–70 | 27       | 29       | 56     |
| 70–75 | 16       | 17       | 33     |
| 75+   | 53       | 63       | 116    |

Ende der 1950er Jahre und Anfang der 1960er Jahre wurde die stärkste Gruppe der Gemeindebewohner geboren. Aufgrund hoher Abwanderung Ende der 1990er und Anfang der 2000er Jahre ist die Altersgruppe zwischen 30 und 45 Jahren weniger stark vertreten.

## Wirtschaft und Infrastruktur

### Unternehmen
Größte Arbeitgeber vor Ort sind ein mittelständisches Metallbauunternehmen, eine psychosoziale Einrichtung des Diakonischen Werks Mecklenburg-Vorpommern, der Kindergarten, die örtliche Grundschule, eine Tischlerei, wie auch ein Montagebetrieb und ein Einzelhandelsgeschäft. Daneben gibt es eine Vielzahl an landwirtschaftlichen Familienbetrieben, damit verknüpft, mehrere Lohnunternehmen und ein Landtechnikunternehmen mit Maschinenhandel.

### Verkehrsanbindung
Die Ortsteile Matgendorf und Perow liegen an der Bundesstraße 108 (Rostock – Teterow). Weitere Verbindungsstraßen führen in die Kleinstädte Gnoien und Dargun. In näherer Entfernung gibt es Anschlüsse an die Bundesautobahnen 19 und 20. In einer Entfernung von 23 km befindet sich der Flughafen Rostock-Laage. Der öffentliche Verkehr wird von der Omnibusverkehrsgesellschaft Güstrow (OVG) betrieben, es besteht eine direkte Verbindung in die Hansestadt Rostock. Die Bahnstrecke Teterow–Gnoien, an der Groß Wüstenfelde lag, wurde 1996 stillgelegt. Die nächsten Bahnhöfe befinden sich seither in Teterow (Strecke Stettin-Lübeck) und Laage (S-Bahnhof).

### Bildung
In der Gemeinde befinden sich ein Kindergarten mit 85 Plätzen und eine Grundschule. Eine weiterführende Regionalschule befindet sich in der Nachbargemeinde Jördenstorf. Das nächste Gymnasium in der Stadt Teterow, hier befindet sich auch eine Förderschule, eine Musikschule und ein Berufsbildungszentrum. Weitere Schulen die Kinder- und Jugendliche des Ortes auch mit dem Schülerverkehr erreichen können, sind eine Schule mit gymnasialer Oberstufe in der Stadt Laage, die Evangelische Schule in Walkendorf und die Waldorfschule in Lüchow in der Gemeinde Altkalen. Die musische Bildung in der Gemeinde wird vor allem durch die röm.-katholische, die evangelische Kirchgemeinde und örtlichen Musikgruppen getragen.

## Persönlichkeiten
- Hans Friedrich von der Kettenburg (1671–1753), mecklenburgischer u. holsteinischer Diplomat am kaiserlichen Hof in Wien und Hofgerichtspräsident in Güstrow
- Kuno Ludwig von der Kettenburg (1775–1813), mecklenburgischer Diplomat u. Dichter (Tragödien „Diego“ und „Julianus Apostata“)[21][22]
- Otto Staudinger (1830–1900), Forschungsreisender Lepidopterologe (Schmetterlingskundler) u. Insektenhändler, Initiator d. naturkundlichen Erforschung vieler Länder (in Südamerika und Asien)